# Jerzy Bernhardt
Jerzy Tadeusz Bernhardt ps. Harry (ur. 23 lipca 1925 w Międzygórzu (obecnie na Białorusi), zm. 28 marca 2016 w Olsztynie) – żołnierz Armii Krajowej.

## Życiorys
Ukończył szkołę powszechną w Nowojelnii i został przyjęty do Gimnazjum im. Piotra Skargi w Wilnie, gdzie jednak nie rozpoczął nauki z uwagi na wybuch II wojny światowej. Podczas wojny jego ojciec, Józef Bernhard ps. Belfer podjął współpracę z Armią Krajową, za co został rozstrzelany w 1942 roku. W konspirację wciągnął również syna, w wyniku czego Jerzy Bernhard został zaprzysiężony jako żołnierz AK we wrześniu 1943 roku. Służył w Samodzielnej Kompanii Zdzięcioł-Nowojelnia (batalion „Bohdanka” 77 pułku piechoty AK) pod dowództwem ppor. Józefa Zwinogrodzkiego ps. Turkuć. Brał udział w walkach zarówno z armią niemiecką jak i z partyzantką radziecką. W listopadzie 1944 roku dołączył do Oddziału Samoobrony Czynnej Ziemi Wileńskiej pod dowództwem rtm. Władysława Kitowskiego ps. Orlicz, Grom. Na początku 1945 roku w wyniku odmrożenia stóp został odesłany do Wilna, skąd pod koniec stycznia 1945 roku wyjechał do Białegostoku, gdzie doczekał wyzwolenia miasta przez Armię Czerwoną.

Po zakończeniu wojny udał się do Olsztyna, gdzie podjął pracę w tamtejszym oddziale „Społem”. Stamtąd został oddelegowany do Giżycka, celem zagospodarowania majątków poniemieckich. Podczas podróży służbowej do Sopotu został aresztowany przez służby bezpieczeństwa, jednak po wyjaśnieniu sprawy został szybko zwolniony.

W 1948 roku ukończył Liceum Gospodarstwa Wiejskiego w Tczewie i został przyjęty na Wyższą Szkołę Gospodarstwa Wiejskiego w Cieszynie. Od 1950 roku kontynuował naukę na Wyższej Szkole Rolniczej w Olsztynie, gdzie został następnie zatrudniony w Katedrze Ekonomiki i Organizacji Przedsiębiorstw Rolnych. Uczelnię ukończył w 1953 roku, a jej pracownikiem był do 1960 roku, otrzymując w 1956 roku stanowisko adiunkta. Od 1960 roku pracował w Wojewódzkiej Pracowni Urbanistycznej w Olsztynie, pełniąc funkcję zastępcy kierownika placówki. Był członkiem Towarzystwa Urbanistów Polskich, pełniąc m.in. funkcję prezesa olsztyńskiego koła TUP.

W maju 1982 roku zorganizował strajk w Biurze Planowania Przestrzennego w Olsztynie, w wyniku którego został zwolniony z pracy. Decyzję ten zaskarżył do sądu, wygrywając sprawę. Jednak z uwagi na wiek oraz inwalidztwo w 1983 roku przeszedł na wcześniejszą emeryturę. Do 1992 roku zajmował się produkcją ogrodniczą.

W 2002 roku wydał wspomnienia pt. „Idziem... od Międzygórza poprzez Sybir, po Jasło i Olsztyn” (wraz z Barbarą Powroźnik). Został pochowany na cmentarzu komunalnym przy ulicy Poprzecznej w Olsztynie.

## Nagrody i odznaczenia
Za swe zasługi był wielokrotnie nagradzany i odznaczany. Otrzymał m.in. Srebrny Krzyż Zasługi (1973), Krzyże: Kawalerski i Oficerski Orderu Odrodzenia Polski (1981 i 2008), Krzyż Armii Krajowej (1995), Krzyż Partyzancki (1999) a także złotą odznakę honorową „Zasłużony dla Warmii i Mazur” (1962), Srebrną i Złotą Odznaką Honorową TUP (1973 i 1979) oraz odznakę „Weterana Walk o Niepodległość” (1996).